# Campeonato da Europa de Atletismo de 2014 - 5000 m masculino
A prova dos 5000 metros masculino do Campeonato da Europa de Atletismo de 2014 foi disputada no dia 17 de agosto de 2014 no Estádio Letzigrund em Zurique,  na Suíça. 

## Recordes
Antes desta competição, os recordes mundiais e do campeonato nesta prova eram os seguintes:
|                       | Nome             | Nacionalidade | Tempo     | Local     | Data                 |
| --------------------- | ---------------- | ------------- | --------- | --------- | -------------------- |
| Recorde mundial       | Kenenisa Bekele  | Etiópia       | 12m37s35  | Hengelo   | 31 de maio de 2004   |
| Recorde do campeonato | Jack Buckner     | Reino Unido   | 13m10s 15 | Estugarda | 31 de agosto de 1986 |
| Recorde europeu       | Mohammed Mourhit | Bélgica       | 12m49s71  | Bruxelas  | 25 de agosto de 2000 |

## Medalhistas
| Ouro           | Prata                 | Bronze            |
| Mo Farah (GBR) | Hayle Ibrahimov (AZE) | Andy Vernon (GBR) |

## Cronograma
Todos os horários são locais (UTC+2).
| Data         | Hora  | Evento |
| ------------ | ----- | ------ |
| 17 de agosto | 18:30 | Final  |

## Resultado final

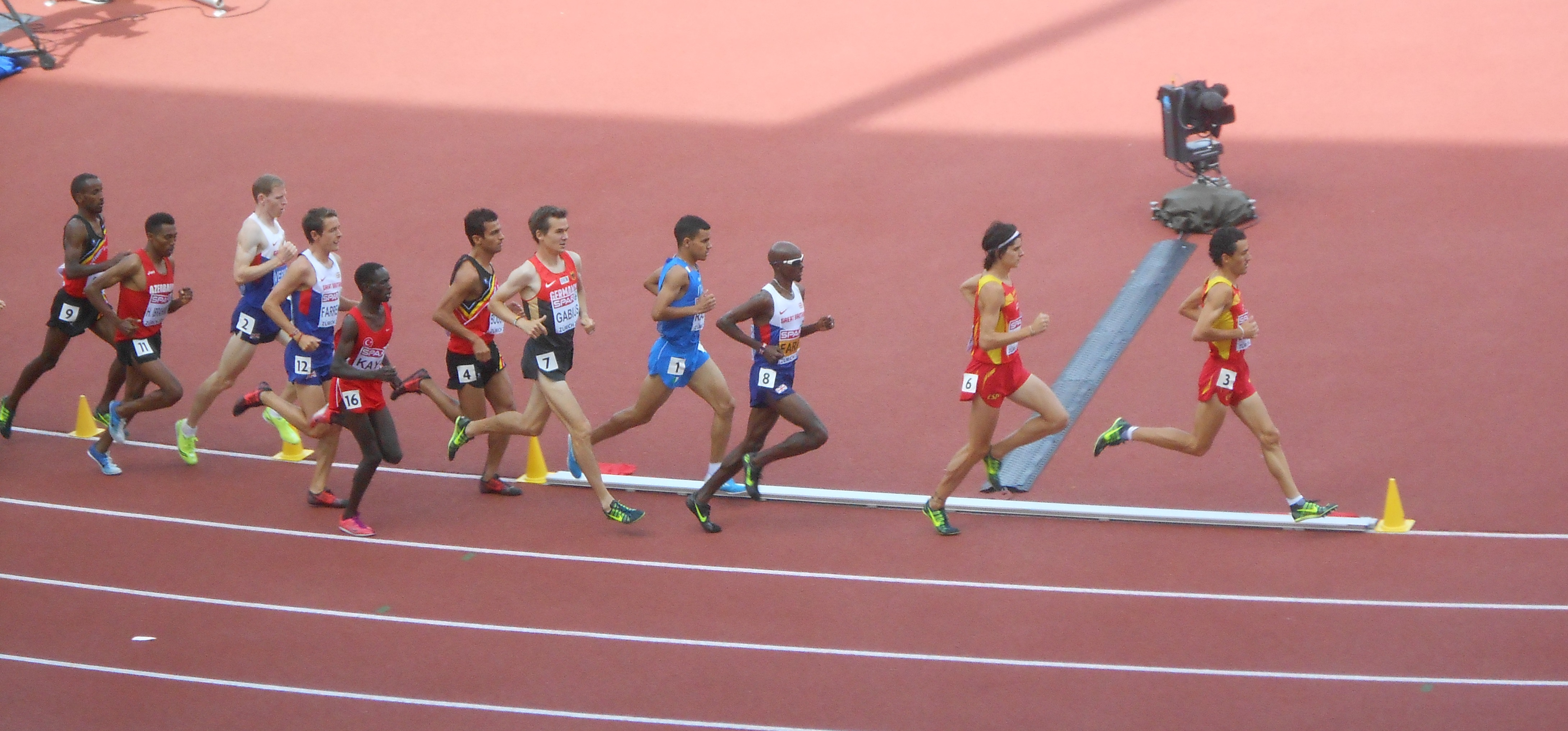
A corrida em andamento

| Posição           | Atleta             | Nacionalidade | Tempo    | Notas                |
| ----------------- | ------------------ | ------------- | -------- | -------------------- |
| Medalha de ouro   | Mo Farah           | Grã-Bretanha  | 14:05.82 |                      |
| Medalha de prata  | Hayle Ibrahimov    | Azerbaijão    | 14:08.32 |                      |
| Medalha de bronze | Andy Vernon        | Grã-Bretanha  | 14:09.48 |                      |
| 4                 | Richard Ringer     | Alemanha      | 14:10.92 |                      |
| 5                 | Roberto Alaiz      | Espanha       | 14:11.47 |                      |
| 6                 | Bouabdellah Tahri  | França        | 14:11.62 |                      |
| 7                 | Arne Gabius        | Alemanha      | 14:11.84 |                      |
| 8                 | Antonio Abadía     | Espanha       | 14:11.89 |                      |
| 9                 | Ali Kaya           | Turquia       | 14:12.53 |                      |
| 10                | Tiidrek Nurme      | Estónia       | 14:13.89 | Recorde da temporada |
| 11                | Jesús España       | Espanha       | 14:14.57 |                      |
| 12                | Tom Farrell        | Grã-Bretanha  | 14:15.93 |                      |
| 13                | Brenton Rowe       | Áustria       | 14:16.46 |                      |
| 14                | Marouan Razine     | Itália        | 14:16.95 |                      |
| 15                | Soufiane Bouchikhi | Bélgica       | 14:17.43 |                      |
| 16                | Bashir Abdi        | Bélgica       | 14:24.73 |                      |

Legenda
| Recorde mundial       | Recorde mundial (World record)               |                       | Recorde africano                      | Recorde africano (African) |                                           | Q | Classificado por posição (Qualified) |
| Recorde do campeonato | Recorde do campeonato (Championship record)  | Recorde da América    | Recorde da América (Americas)         | q                          | Classificado por melhor tempo (Qualified) |   |                                      |
| Melhor marca do ano   | Melhor marca do ano (World leading)          | Recorde asiático      | Recorde asiático (Asian)              | DNS                        | Não largou (Did not start)                |   |                                      |
| Recorde nacional      | Recorde nacional (National record)           | Recorde europeu       | Recorde europeu (European)            | DNF                        | Não terminou (Did not finish)             |   |                                      |
| Recorde pessoal       | Recorde pessoal do atleta (Personal best)    | Recorde da Oceania    | Recorde da Oceania (Oceania)          | DSQ / DQ                   | Desclassificado (Disqualified)            |   |                                      |
| Recorde da temporada  | Recorde da temporada do atleta (Season best) | Recorde sul-americano | Recorde sul-americano (South America) | NM                         | Sem marca (No mark)                       |   |                                      |